# Cristina Conchiglia
Pour les articles homonymes, voir Conchiglia.
Cristina Conchiglia, épouse Calasso (née à Brindisi le 4 janvier 1923 et morte à Lecce le 5 mai 2013), est une syndicaliste et femme politique italienne. Leader de la Confédération générale italienne du travail et du Parti communiste italien. Elle a été maire émérite de Copertino et députée de 1976 à 1983.

## Biographie
Bien que Cristina Conchiglia soit née à Brindisi, sa vie de syndicaliste commence dans le Salento, où elle arrive en 1950 à la suite de son mariage avec le député de l'époque, Giuseppe Calasso (it) (1899-1983), actif auprès des agriculteurs d'Arneo (it). Au début des années 1950, elle est arrêtée à Lecce pour avoir mené une grève du tabac et fonde le syndicat italien des travailleurs du tabac. Avec son mari Giuseppe, elle participe à l'occupation des terres à Arneo (it).
Cristina Conchiglia a été membre du Parlement italien pendant les législatures VII et VIII, du 5 juillet 1976 au 11 juillet 1983. Elle est élue dans la circonscription de Lecce et appartient au groupe communiste. Du 13 juin 1981 au 11 juillet 1983, elle est secrétaire de la commission parlementaire chargée de conseiller le gouvernement sur la législation relative aux droits de douane,.
Elle meurt le 5 mai 2013 à l'âge de 90 ans à son domicile de Lecce.